# Collegio di Ilford South
Ilford South è un collegio elettorale situato nella Grande Londra, e rappresentato alla Camera dei comuni del Parlamento del Regno Unito. Elegge un membro del parlamento con il sistema first-past-the-post, ossia maggioritario a turno unico; l'attuale parlamentare è Jas Athwal, eletto nel 2024 con il Partito Laburista. 

## Estensione

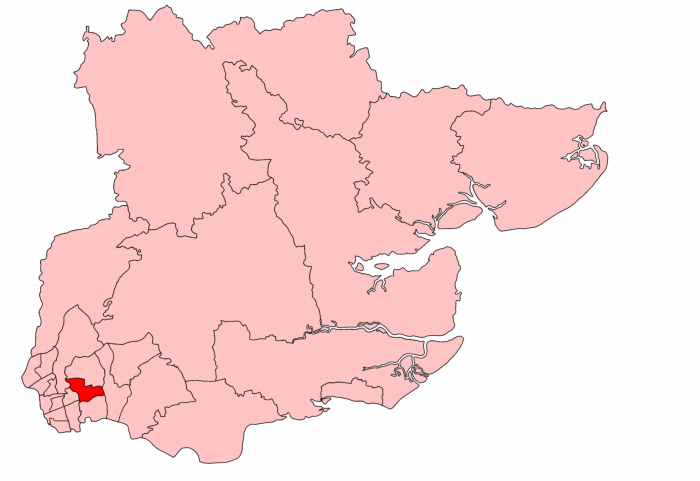
Ilford South nell'Essex, con i confini in vigore dal 1945 al 1950

Ilford South dal 1997 al 2024

- 1945–1950: i ward del borgo municipale di Ilford di Clementswood, Cranbrook, Goodmayes, Loxford e Park.
- 1950–1974: i ward del borgo municipale di Ilford di Clementswood, Cranbrook, Goodmayes, Loxford, Mayfield e Park.
- 1974–1983: i ward del borgo londinese di Redbridge di Clementswood, Cranbrook, Goodmayes, Ilford, Mayfield e Park.
- 1983–1997: come sopra, sostituendo Ilford and Park con Loxford, Newbury e Valentines.
- 1997–2024: come sopra, più i ward di Chadwell e Seven Kings.
- dal 2024: i ward del borgo londinese di Redbridge di  Chadwell; Clementswood; Goodmayes; Ilford Town; Loxford; Mayfield; Newbury e Seven Kings e il ward del borgo londinese di Barking e Dagenham di Chadwell Heath.

## Membri del parlamento
| Elezione | Elezione   | Deputato      | Partito         |
| -------- | ---------- | ------------- | --------------- |
|          | 1945       | James Ranger  | Laburista       |
|          | 1950       | Albert Cooper | Conservatore    |
|          | 1966       | Arnold Shaw   | Laburista       |
|          | 1970       | Albert Cooper | Conservatore    |
|          | Feb 1974   | Arnold Shaw   | Laburista       |
|          | 1979       | Neil Thorne   | Conservatore    |
|          | 1992       | Mike Gapes    | Laburista Co-Op |
|          | 2019       | Mike Gapes    | Change UK       |
|          | 2019       | Sam Tarry     | Laburista       |
| 2024     | Jas Athwal |               | Laburista       |

## Elezioni

### Elezioni negli anni 2020
| Partito                    | Partito                                | Candidato                  | Risultati 4 luglio 2024 | Risultati 4 luglio 2024 |
| Partito                    | Partito                                | Candidato                  | Voti                    | %                       |
| -------------------------- | -------------------------------------- | -------------------------- | ----------------------- | ----------------------- |
|                            | Laburista                              | Jas Athwal                 | 16 537                  | 40,17                   |
|                            | Indipendente                           | Noor Begum                 | 9 643                   | 23,42                   |
|                            | Conservatore                           | Sayeed Syduzzaman          | 6 142                   | 14,92                   |
|                            | Verde                                  | Syed Siddiqi               | 3 437                   | 8,35                    |
|                            | Reform UK                              | Raj Forhad                 | 2 329                   | 5,66                    |
|                            | Workers                                | Golam Tipu                 | 1 366                   | 3,32                    |
|                            | Lib Dem                                | Richard Clare              | 1 340                   | 3,25                    |
|                            | TUSC                                   | Andy Walker                | 376                     | 0,91                    |
|                            |                                        |                            |                         |                         |
| Iscritti                   | Iscritti                               | Iscritti                   | 80 993                  | 100,00                  |
| ↳ Votanti (% su iscritti)  | ↳ Votanti (% su iscritti)              | ↳ Votanti (% su iscritti)  | 41 170                  | 50,83                   |
| ↳ Astenuti (% su iscritti) | ↳ Astenuti (% su iscritti)             | ↳ Astenuti (% su iscritti) | 39 823                  | 49,17                   |
|                            |                                        |                            |                         |                         |
|                            | Esito: collegio confermato a Laburista |                            |                         |                         |

### Elezioni negli anni 2010
| Partito                    | Partito                                | Candidato                  | Risultati 12 dicembre 2019 | Risultati 12 dicembre 2019 |
| Partito                    | Partito                                | Candidato                  | Voti                       | %                          |
| -------------------------- | -------------------------------------- | -------------------------- | -------------------------- | -------------------------- |
|                            | Laburista                              | Sam Tarry                  | 35 085                     | 65,61                      |
|                            | Conservatore                           | Ali Azeem                  | 10 984                     | 20,54                      |
|                            | Change UK                              | Mike Gapes                 | 3 891                      | 7,28                       |
|                            | Lib Dem                                | Ashburn Holder             | 1 795                      | 3,36                       |
|                            | Brexit                                 | Munish Sharma              | 1 008                      | 1,88                       |
|                            | Verdi                                  | Rosemary Warrington        | 714                        | 1,34                       |
|                            |                                        |                            |                            |                            |
| Iscritti                   | Iscritti                               | Iscritti                   | 84 957                     | 100,00                     |
| ↳ Votanti (% su iscritti)  | ↳ Votanti (% su iscritti)              | ↳ Votanti (% su iscritti)  | 53 477                     | 62,95                      |
| ↳ Astenuti (% su iscritti) | ↳ Astenuti (% su iscritti)             | ↳ Astenuti (% su iscritti) | 31 480                     | 37,05                      |
|                            |                                        |                            |                            |                            |
|                            | Esito: collegio confermato a Laburista |                            |                            |                            |

| Partito                    | Partito                                      | Candidato                  | Risultati 8 giugno 2017 | Risultati 8 giugno 2017 |
| Partito                    | Partito                                      | Candidato                  | Voti                    | %                       |
| -------------------------- | -------------------------------------------- | -------------------------- | ----------------------- | ----------------------- |
|                            | Laburista Co-Op                              | Mike Gapes                 | 43 724                  | 75,83                   |
|                            | Conservatore                                 | Christopher Chapman        | 12 077                  | 20,95                   |
|                            | Lib Dem                                      | Farid Ahmed                | 772                     | 1,34                    |
|                            | Verdi                                        | Rosemary Warrington        | 542                     | 0,94                    |
|                            | UKIP                                         | Tariq Saeed                | 477                     | 0,83                    |
|                            | Friends Party                                | Kane Khan                  | 65                      | 0,11                    |
|                            |                                              |                            |                         |                         |
| Iscritti                   | Iscritti                                     | Iscritti                   | 82 487                  | 100,00                  |
| ↳ Votanti (% su iscritti)  | ↳ Votanti (% su iscritti)                    | ↳ Votanti (% su iscritti)  | 57 657                  | 69,90                   |
| ↳ Astenuti (% su iscritti) | ↳ Astenuti (% su iscritti)                   | ↳ Astenuti (% su iscritti) | 24 830                  | 30,10                   |
|                            |                                              |                            |                         |                         |
|                            | Esito: collegio confermato a Laburista Co-Op |                            |                         |                         |

| Partito                    | Partito                                      | Candidato                  | Risultati 7 maggio 2015 | Risultati 7 maggio 2015 |
| Partito                    | Partito                                      | Candidato                  | Voti                    | %                       |
| -------------------------- | -------------------------------------------- | -------------------------- | ----------------------- | ----------------------- |
|                            | Laburista Co-Op                              | Mike Gapes                 | 33 232                  | 64,02                   |
|                            | Conservatore                                 | Christopher Chapman        | 13 455                  | 25,92                   |
|                            | UKIP                                         | Amjad Khan                 | 2 705                   | 5,21                    |
|                            | Verdi                                        | Rosemary Warrington        | 1 506                   | 2,90                    |
|                            | Lib Dem                                      | Ashburn Holder             | 1 014                   | 1,95                    |
|                            |                                              |                            |                         |                         |
| Iscritti                   | Iscritti                                     | Iscritti                   | 91 987                  | 100,00                  |
| ↳ Votanti (% su iscritti)  | ↳ Votanti (% su iscritti)                    | ↳ Votanti (% su iscritti)  | 51 912                  | 56,43                   |
| ↳ Astenuti (% su iscritti) | ↳ Astenuti (% su iscritti)                   | ↳ Astenuti (% su iscritti) | 40 075                  | 43,57                   |
|                            |                                              |                            |                         |                         |
|                            | Esito: collegio confermato a Laburista Co-Op |                            |                         |                         |

| Partito                    | Partito                                      | Candidato                  | Risultati 6 maggio 2010 | Risultati 6 maggio 2010 |
| Partito                    | Partito                                      | Candidato                  | Voti                    | %                       |
| -------------------------- | -------------------------------------------- | -------------------------- | ----------------------- | ----------------------- |
|                            | Laburista Co-Op                              | Mike Gapes                 | 25 311                  | 49,44                   |
|                            | Conservatore                                 | Toby Boutle                | 14 014                  | 27,37                   |
|                            | Lib Dem                                      | Anood Al-Samerai           | 8 679                   | 16,95                   |
|                            | Verdi                                        | Wilson Chowdhry            | 1 319                   | 2,58                    |
|                            | UKIP                                         | Terry Murray               | 1 132                   | 2,21                    |
|                            | Save King George Hospital                    | John Jestico               | 742                     | 1,45                    |
|                            |                                              |                            |                         |                         |
| Iscritti                   | Iscritti                                     | Iscritti                   | 86 220                  | 100,00                  |
| ↳ Votanti (% su iscritti)  | ↳ Votanti (% su iscritti)                    | ↳ Votanti (% su iscritti)  | 51 201                  | 59,38                   |
| ↳ Astenuti (% su iscritti) | ↳ Astenuti (% su iscritti)                   | ↳ Astenuti (% su iscritti) | 35 019                  | 40,62                   |
|                            |                                              |                            |                         |                         |
|                            | Esito: collegio confermato a Laburista Co-Op |                            |                         |                         |

### Elezioni negli anni 2000
| Partito                    | Partito                                      | Candidato                  | Risultati 5 maggio 2005 | Risultati 5 maggio 2005 |
| Partito                    | Partito                                      | Candidato                  | Voti                    | %                       |
| -------------------------- | -------------------------------------------- | -------------------------- | ----------------------- | ----------------------- |
|                            | Laburista Co-Op                              | Mike Gapes                 | 20 856                  | 48,85                   |
|                            | Conservatore                                 | Stephen Metcalfe           | 11 628                  | 27,24                   |
|                            | Lib Dem                                      | Matthew E. Lake            | 8 761                   | 20,52                   |
|                            | British Public Party                         | Kashif Rana                | 763                     | 1,79                    |
|                            | UKIP                                         | Colin H. Taylor            | 685                     | 1,60                    |
|                            |                                              |                            |                         |                         |
| Iscritti                   | Iscritti                                     | Iscritti                   | 79 646                  | 100,00                  |
| ↳ Votanti (% su iscritti)  | ↳ Votanti (% su iscritti)                    | ↳ Votanti (% su iscritti)  | 42 693                  | 53,60                   |
| ↳ Astenuti (% su iscritti) | ↳ Astenuti (% su iscritti)                   | ↳ Astenuti (% su iscritti) | 36 953                  | 46,40                   |
|                            |                                              |                            |                         |                         |
|                            | Esito: collegio confermato a Laburista Co-Op |                            |                         |                         |

| Partito                    | Partito                                      | Candidato                  | Risultati 7 giugno 2001 | Risultati 7 giugno 2001 |
| Partito                    | Partito                                      | Candidato                  | Voti                    | %                       |
| -------------------------- | -------------------------------------------- | -------------------------- | ----------------------- | ----------------------- |
|                            | Laburista Co-Op                              | Mike Gapes                 | 24 619                  | 59,62                   |
|                            | Conservatore                                 | Suresh Kumar               | 10 622                  | 25,72                   |
|                            | Lib Dem                                      | Ralph Scott                | 4 647                   | 11,25                   |
|                            | UKIP                                         | Harun Khan                 | 1 407                   | 3,41                    |
|                            |                                              |                            |                         |                         |
| Iscritti                   | Iscritti                                     | Iscritti                   | 76 025                  | 100,00                  |
| ↳ Votanti (% su iscritti)  | ↳ Votanti (% su iscritti)                    | ↳ Votanti (% su iscritti)  | 41 295                  | 54,32                   |
| ↳ Astenuti (% su iscritti) | ↳ Astenuti (% su iscritti)                   | ↳ Astenuti (% su iscritti) | 34 730                  | 45,68                   |
|                            |                                              |                            |                         |                         |
|                            | Esito: collegio confermato a Laburista Co-Op |                            |                         |                         |

## Risultati dei referendum

### Referendum sulla permanenza del Regno Unito nell'Unione europea del 2016
|             | Collegio     | Lasciare UE % | Rimanere in UE % |
| ----------- | ------------ | ------------- | ---------------- |
|             | Ilford South | 43,8%         | 56,2%            |
|             | Inghilterra  | 53,3%         | 46,7%            |
| Regno Unito | 51,9%        | 48,1%         |                  |